# Roman Szafrański
Roman Szafrański (ur. 1961) – polski aktor filmowy, telewizyjny i dubbingowy. W 1988 roku ukończył studia na Wydziale Aktorskim we Wrocławiu Państwowej Wyższej Szkoły Teatralnej im. Ludwika Solskiego w Krakowie. Jest menadżerem Studia Sonica.

## Filmografia
- 2002: Jak to się robi z dziewczynami – Adam, pomocnik Zenona
- 2000: Wyrok na Franciszka Kłosa – Żyd
- 1997-2012, 2019: Klan – Leszek Tołoczek
- 1995: Gracze – Dawid, agent Mossadu
- 1994: Przygody Joanny – malarz Andrzej
- 1994: Oczy niebieskie – gangster
- 1993: Jacek – dyrygent
- 1993: Wow – kierowca autobusu
- 1993: Tylko strach – sprzedawca w sklepie monopolowym
- 1993: Pajęczarki – bramkarz w galerii
- 1993: Kraj świata – mężczyzna czytający napis na transparencie
- 1993: Bank nie z tej ziemi
- 1993: Żywot człowieka rozbrojonego
- 1993: Siedmiomilowe trampki –
  - bratanek kociego żołnierza (dialogi),
  - kelner #1,
  - szczeniak
- 1992: Enak
- 1992: Aby do świtu – Gruzin Burulia
- 1992: Sprawa dla kobiet – Arab w areszcie
- 1991: Trzy dni bez wyroku – kudłacz w pociągu
- 1991: Panny i wdowy – towarzysz Borskiego w Paryżu
- 1991: Panny i wdowy – towarzysz Borskiego w Paryżu (odc. 2)
- 1991: Podróż
- 1991: Rozmowy kontrolowane – kelner (sceny usunięte)
- 1990: Korczak – gość w kawiarni
- 1988–1990: W labiryncie – Saleh Moutar, Arab wynajmujący mieszkanie Racewicza

## Gościnnie
- 2014: Prawo Agaty – fotografik Foster (odc. 59)
- 2002: Na dobre i na złe – Marek Olchowicz, selekcjoner zatrudniający Agnieszkę (odc. 126, 157, 159, 162-165, 178)
- 1998: Złotopolscy – Zalewski, architekt wnętrz wynajęty przez Ilonę (odc. 93-94)
- 1998: Gwiezdny pirat – Piotr, sprzedawca w sklepie elektronicznym (odc. 1)
- 1998: 13 posterunek – księgowy
- 1994: Panna z mokrą głową
- 1993: Czterdziestolatek. 20 lat później – Roman, obecny mąż Urszuli (odc. 4)
- 1992: Aby do świtu – Gruzin Burulia, brat Koby (odc. 18)

## Polski dubbing
- 2016: Osobliwy dom pani Peregrine – John Lemonut
- 2008: Najnowsze wydanie
- 2006: Epoka lodowcowa 2: Odwilż
- 2005: Roboty
- 2004: Nascar 3D –
  - Mark Martin,
  - Fan
- 2002: Harry Potter i Komnata Tajemnic – fotograf
- 2002: Epoka lodowcowa – Lenny
- 2002: Mistrzowie kaijudo
- 2002: Śnięty Mikołaj 2 – Królik
- 2001–2007: Mroczne przygody Billy’ego i Mandy
- 2001–2004: Samuraj Jack
- 1997–2001: Byle do przerwy
- 1997: Koty nie tańczą
- 1990–1994: Widget
- 1990: Tajemnica zaginionej skarbonki
- 1988–1993: Hrabia Kaczula
- 1984–1987: Łebski Harry
- 1962-1987: Jetsonowie